# Finit verb
Ett finit verb är ett verb som är böjt för att (bland annat i svenskan) uttrycka tempus och modus: (indikativ, konjunktiv eller imperativ) och/eller för att ange personen som utför verbhandlingen. Observera att verbet i svenskan endast har böjningsformer för presens och preteritum. Exempel: Jag har inte ringt mamma än. "Har" är det finita verbet. Övriga tempusformer kräver användning av temporala hjälpverb (liksom av pronomen som han, du m.m. eftersom verbet inte längre personböjs i svenskan). Motsatsen är infinita verb, till exempel infinitiv som inte böjs enligt verbets former utan fungerar som ett substantiv i satsen (verbets substantivform) såsom objekt, subjekt etc. Den infinita formen particip är verbets adjektivform.
En finit verbform kan ensamt utgöra predikatsledet i en fullständig sats. I praktiken innebär det för svenskans del att verb som står i presens, preteritum eller imperativ är finita.